# Pandora Radio
Pandora Internet Radio（別名:Pandora Radioもしくは単純にPandora）とは自動化された音楽レコメンデーションサービスでミュージック・ゲノム・プロジェクトによるプレイリスト管理システムである。Pandora Media, Inc.が運営しており、アメリカ合衆国、オーストラリア、ニュージーランドで展開されている。ユーザーのアーティストセレクションに基づき特定ジャンルの楽曲を選定して再生する。ユーザーが出すサービスが選択した曲に対する肯定的もしくは否定的なフィードバックはPandoraが今度再生する楽曲に反映される。
再生する際にその曲や収録アルバムを購入できる数軒のオンラインショップが表示され購入することが出来る。400以上の音楽アトリビュートを使って次に再生する曲を選択するが、その400のアトリビュートは2,000あるフォーカストレイトと呼ばれる大規模なグループを組み合わせたものである。例としてシンコペーションのリズム、調性音楽のキー、和声ボーカルで構成され、楽器の熟達が反映される。
PandoraのメディアプレイヤーはOpenLaszloが基になっている。また、Roku DVP（旧名:Netflixプレイヤー）といったスタンドアロンのプレイヤーやReciva対応ラジオ（グレイスデジタル、三洋電機、山進電子工業製）、フロンティア・シリコン接続オーディオシステム、スリムデバイス、ソノスといった製品からでもPandoraにアクセスできる。2008年7月11日、AppleのiPhone、iPad、iPod touch対応アプリケーションをiTunes App Storeで公開したが、Android、BlackBerry、HP webOS（Palm Pre、Palm Pixi、Palm Pre 2、HP Veerで使用）、Windows Mobile対応のアプリケーションもある。2008年6月18日まではMSNにおいてもラジオサービスを行なっていた。スプリント・ネクステルに対応するための修正バージョンも有る。
このサービスには広告付きの無料サブスクリプションと広告無しの有料サブスクリプションという2通りのサブスクリプション形式がある。また携帯機器対応のPandoraモバイルとホームコンピュータ・アプライアンス対応Pandoraで表示される広告もある。ほとんどのユーザーは無料サブスクリプションを選択する。
株式公開時点で、Pandoraのライブラリには8万ものアーティストによる80万曲が収められ、ユーザー数は8000万人に上っていたが、2012年ではユーザー数が1億5000万人に増加した。
2010年5月、PandoraはLead411による2010年最もホットなサンフランシスコ企業の1社に選出された。2011年1月、投資銀行と協議し1億ドルを調達するための株式公開を前向きに検討し、2月11日、証券取引委員会に1億ドル調達のための株式公開を申請し、6月15日にニューヨーク証券取引所に上場、ティッカーシンボルは「P」で新規公開価格は16ドルだった。この上場で26億ドル近くを調達した。
2011会計年度の間、1億3800万ドルの収益を上げたが、株式上場による特別配当費用を除く1800万ドルの損失も出している。
2017年3月、毎月9.99ドルで利用できる定額制音楽配信サービスPandora Premiumを発表。

## 使用とチューニング
ステーションとは設定したアーティストや楽曲、もしくは単一のステーションでのいくつかの種類からの複数アイテムの組み合わせのセットである。ユーザーは既成のジャンルステーション、他ユーザーのステーション、自身の興味に基づき作成したステーションを合わせることができ、再生できる各トラックには好意的（サムズアップ）、非好意的（サムズダウン）のそれぞれのボタンがあり聴いてよかったかどうか判断でき、ステーション内にある同様な分類をされた曲を再生して良いかの基準になる。同じアーティストに対する第二の否定的評価としてユーザーが別の時にアーティストの項目をマークしていないか様々なステーションにおいてリストされていない限り選択したステーションからそのアーティストを削除できる。音楽アトリビュートやアルバムには反応無しも適用される。否定的評価を下した場合トラックの再生は直ちに停止される。サムズダウンボタンのクリックがあまりにも多い場合短期間スキップされる。
加えて、「I'm tired of this song, why was this song selected?（→この曲に飽きたのだが、何故この曲を選んだのか？）」「Move song to another station（→別のステーションに曲を移動）」「New Station, and Bookmark（→新しいステーションとブックマーク）」という選択肢があるメニューが有る。また「Buy（購入）」というボタンが各曲ブロック上部にあり、クリックするとiTunesもしくAmazonで曲を購入できる。
各ユーザーアカウントの設定で曲の再生時に歌詞を表示するかどうかの設定ができるが、ペアレンタル・アドバイザリー(PA)ラベルのアルバムには排他的に適用されない。この場合検閲されたバージョンなら適用される。例としてスティーヴ・ミラー・バンドのJet Airlinerは流される時検閲される部分の歌詞がある。歌詞表示をオフにした場合、PAラベルが無いアルバムにもかかわらずそのバージョンは再生可能になる。

## 歴史
2000年1月、Pandoraはウィル・グレーサー、ジョン・クラフト、ティム・ウェスターグレンによって設立された。初期の技術はグレーサーが手がけたがウェスターグレンも音楽入力を担当した。このアイデアは音楽の異なるスタイルを予測可能なパターンに持ってくることだった。彼らは酷似する特徴を持つ他の曲を提案するためにリスナーの好みに合わせて録音された曲ごとに400もの仕様を製作した。今日、3500万以上のリスナーを抱え、iPhone、Android、Windows phoneといった数多くのスマートフォンで聞くことが可能である。
2012年7月、ユーザー数が5490万人を突破し、前年の3710万人から48%増加したと発表した。
2017年6月、衛星ラジオプロバイダのシリウスXMと戦略的提携を結び、同社から4億8000万ドルの出資を受けた。

## 制限
DMCAによる規制と著作権の保護を遵守するために、Pandoraはアメリカ合衆国、ニュージーランド、オーストラリアでしか使用できないようになっている。当初、登録時にアメリカ合衆国のZIPコードを入力するだけで済んだが、2007年5月3日からはIPアドレスのフィルタリングを行うようになった。
Pandoraでは繰り返し再生や巻き戻しは不可能である。2009年5月まではステーションごと1時間のスキップは6回まで、24時間で72回までで「サムズダウン」ボタンを押すか、「don't play for a month（→今月は流さないで）」と求めることでスキップのカウントとした。2009年5月21日、スキップ制限が変更され、全ステーション共通で24時間あたり12回までとなった。もし制限に達した状態で「サムズダウン」ボタンを押しても、「don't play for a month（→今月は流さないで）」と求めても再生が継続されるが、曲の再生が終わった後ユーザーが設定した制限が有効になる。Vista対応のガジェットではこの制限は適用されなかった。当初アカウントごとの設定だったが、IPアドレスごとに設定されるようになった。Pandora自体同じような音楽を提供するがプレイオンデマンドサービスではないため単一のアーティストの曲を聞くことも制限されている。
2009年時点でPandoraのサブスクリプションサービスのみで利用可能なミニプレイヤーがある。無料アカウントでは広告が表示され、ストリーム上にリストされる広告や、広告スキンで単純にストリームを中断して出すが、中断しないタイプとしてポップアップ広告も出る。Vistaプレイヤーでは広告は出ない。
当初、無料アカウントでの聴取時間は月40時間までで月額0.99ドルで無制限に聴くことができたが、2011年9月より40時間制限は廃止された。
ライセンス制限の関係で、再生されるのはアルバムごと1トラックのみ（1アルバム1トラック制限が多い中でラッシュの「西暦2112年」では大部分の曲が再生されている）である。ピンク・フロイドの「狂気」というアルバムでは最初の曲から最後の曲まで1つの曲であるかのように切れ目が無い仕様のため曲が中断したかのようにトラック再生が終わってしまう。
2012年11月時点でマイクロソフトがサイドバーガジェットのサポートを打ち切ったためVistaガジェットもサポートが打ち切られており、ダウンロードも終了している。現在利用可能なデスクトップガジェットにはPandora Oneがある。

### 携帯端末
BlackBerry対応のPandora MobileはAT&T、Sprint、Verizon、T-Mobile、Boost Mobileやアメリカ合衆国の携帯電話キャリアしか利用できないが、他のプロバイダを使っているBlackBerryユーザーはPandoraのウェブサイトに直接アクセスすることでフル使用できるアプリケーションをダウンロードすることができる。
また、GoogleのAndroid（スマートフォンとタブレット）にも対応しており、広告が表示されるが初期のスキップ制限が適用されているとされる。
iPhoneにも対応しているが認証されたダウンロードやインストールはアメリカ合衆国、オーストラリア、ニュージーランドのiTunesアカウントのみでしか許されていない。

## 他の機能
- Pandora Podcast (2007–2009) - 数週間に1度更新されるポッドキャスト形式の音楽番組。グリッドル(Griddle)というバンドのケビン・シール（英語版）が司会を務めていて、音楽ニュース、ゲストミュージシャン、Pandoraの専門家による音楽の通常分析といった内容でPandoraのウェブサイトから配信されていた[20]。
- Facebookアプリケーション - ユーザーがFacebookプロフィール上でPandoraのラジオステーションを表示させることができた。しかし、2012年にFacebookによる自動パブリッシュツールのリリースでPandoraはFacebookからアプリケーションを除去することを決定した[21]。
- Windows VistaとWindows 7対応のサイドバーガジェット - このプレイヤーにはスキップ制限が当初のもので、広告もなかった。よって1時間の聴取制限の影響を受けなかったが、多くの機能（アーティストの詳細ページや直接的なアーティストの追加など）が含まれなかった。当初、Netflix対応の広告がプレイヤーの最下部にあったが、後に除去されている。
- WD TV、Roku、Google TV、AV受信機、ブルーレイ再生機、数多くのHDTVといったコンシューマエレクトロニクス機でPandoraをストリーミング再生できる。
- 自動車でもBMW、ビュイック、フォード、GMC、ホンダ、ヒュンダイ、レクサス、リンカーン、メルセデス、MINI、日産、サイオン、トヨタといったメーカに限らず再生可能である。いくつかの実装ではステーションの変更や曲に対するフィードバックといった操作をボイスコマンドで行えるようになっている。加えて、後付けの自動車用マルチメディアシステムでも再生可能で、ラジオシステムでもPandoraアプリケーションかすでにある同様の機能を使用できる（ボイスコマンドを除く）。そのようなラジオシステムはアドヴェント、アルパイン、クラリオン、ジェンセン、JVCモバイルエンタテインメント、ケンウッド、パイオニア、ソニーといった企業が発売している。

## ビジネスモデル
Pandoraによる消費者志向の音楽発見サービス、特にインタラクティブではないラジオステーションは自身のビジネスモデルにとって重要な意味を持っている。
2011年10月31日までの3ヶ月間、Pandoraの総収益の88%が広告だった。1000時間あたりのRPMや収益は1000のインプレッションごとのCPMやコストで決まる。CPMはネットワーク効果に大きく依存するためウェブサイトの規模が拡大しユーザーが増えることになる。また、幅広いディストリビューションを可能にするためのPandoraの戦略はデバイスとトランスポートからのアンバンドルなサービスを提供することだったが、現在はシステム・オン・チップメーカーと共にチップ内で自身の技術を組み込み、サムスン電子、ソニー、パナソニックといったコンシューマエレクトロニクスメーカーに売るプロジェクトを遂行している。
Pandoraのコスト構造は非常に可変的で総コストの約半分がコンテンツ取得に関するコストである。コンテンツ取得のための主なコストには3種類あり、第一にSoundExchangeが曲を所有するレーベルやアーティストの代わりに使用料を徴収するが総コストの圧倒的な割合を占めている。第二にPandoraはパブリッシャー、ソングライター、コンポーザーの求めに応じる形でライセンス費用をBMI、ASCAP、SESACに払う。最後、ロヴィに曲とアーティストの情報料を払っているが、最近は一定の月額になっている。
非常に可変的なコストはPandoraが重要なオペレーティングレバレッジを持っていないことや、次の数年でモバイルの製品構成の不利なシフトによるネガティブなオペレーティングレバレッジを実質抱える事になることを意味している。現在、デスクトップ使用時間の約9分の1の短さでモバイル使用時間をマネタイズできると推定している。Pandoraがユーザーのプラットフォームに関係なく1時間あたりの同ライセンスのコストを払うことはモバイル使用時間あたりの利益に対する純粋な貢献がデスクトップ使用時間の利益に対する貢献と比べて非常に歪んでいる。Pandoraがサードパーティの広告ネットワークに依存することで内面的にプレミアムレートで広告枠を販売することにシフトするためモバイル収益は時間の経過とともに改善するとされる。
Pandoraは2012年第一四半期で総収益が8080万ドルになると発表、前年比58%の伸びだった。8080万ドルの内7060万ドルは広告、1020万ドルはサブスクリプションによるものだった。加えて、対前年比で広告収入の割合が62%に増加し、サブスクリプション収益も38%に増加した。

## 2007年のロイヤリティディベロップメント
2007年、連邦政府のパネルとSoundExchangeはウェブラジオ局がアーティストやレコード会社に払う曲ごとの再生ロイヤリティを倍増することを求めることで合意した。このスキームの下、インターネットラジオ局は衛星ラジオ局が払うロイヤリティの倍のロイヤリティを払うことになった。
同時期にでた著作権ロイヤリティに関する判決により支払額の増額とライセンスの保証が求められるようになりPandoraのサービスもアメリカ合衆国以外では利用できなくなる事態になった。この判決はアメリカ合衆国にある全てのインターネットラジオ局に適用された（地上波ラジオ局には適用されなかった）。
2008年月時点で、Pandoraは欧州市場での再開を模索するためにロイヤリティ問題で大手レコード会社と交渉中だったが、欧州のロイヤリティ基準と有料ミュージックサービスに対する需要の薄さによるコストが重くのしかかっていた。
2008年Pandora設立者が企業は崩壊の危機に瀕していると述べた。このときロイヤリティ料がPandoraの収益の大半を侵食しており、もしSoundExchangeと合意に達しなかった場合Pandoraの終わりを意味していた。ティム・ウェスターグレンは「我々はこのように金に負けている」「我々がワシントンでこの問題を考えている瞬間にも問題解決に向かうこと無く、資金を無駄に浪費しているため諦めざるを得なくなるかもしれない」とこの時発言している。
2008年9月30日、法案が上下院を通過したことでPandoraはSoundExchangeとの交渉を2009年以降も継続することになった。
2009年7月7日、Pandoraはロイヤリティ問題に関して合意に達したと発表、ロイヤリティ率が大幅に引き下がったことでPandoraが事業を継続することが出来るようになった。また、無料で聴く場合は聴取時間を月40時間に制限するが月額0.99ドルで無制限に聴取出来るようにするとも発表した。企業のブログには「改定されたロイヤリティは非常に高い」「他のラジオ放送形式よりも実際高い」と記載された。長時間の聴取料は「アップグレード」と異なり、広告が表示されず、ビットレートも192kbpsに増え、専用音楽プレイヤー（ブラウザ経由の聴取ではない）が提供される。このサービスは「Pandora One」と呼ばれ、年36ドル払えば利用可能になる。
2011年9月20日、Pandoraは40時間制限を廃止し、320時間に拡張することを発表した。もし320時間に達した場合、Pandoraが電子メールでユーザーにシステムを悪用していないかどうか尋ねることになる。
同年11月22日、第三四半期の収益を発表、ロイヤリティコストは利益の50%で予想よりも若干良かったものだった。この利益のほとんどが広告によるもので相当な割合で増えている。Pandoraはユーザーの数を増やしただけでなく、ユーザーの平均聴取時間も増えている状況になっている。Pandoraの現在のアカウントによる聴取時間はアメリカ合衆国における総聴取時間の4%と推定される。Pandoraの成長で音楽レーベルのレバレッジを得ることとロイヤリティコストが下がるようになることが望まれる。
同年12月9日、SpotifyのCEOであるダニエル・エクがSpotify Radioがステーション数もスキップ数も無制限にすることを発表、Pandora使用率の70%を携帯端末ユーザーが占めていることでSpotify RadioアプリケーションでPandoraの携帯端末市場に対抗する意思を示した。
Pandoraのティム・ウェスターグレンCEOは企業がアーティストに払うロイヤリティ料を80%減らすことができるThe Internet Radio Fairness ActやIRFA (H.R. 6480/S. 3609)を支持すると表明した。
2012年11月5日、Pandoraはロイヤリティ料に関してASCAPから連邦地裁で提訴された。訴状には、PandoraがASCAPの会員435,000人のすべての曲に対するライセンス料を不当に低く抑えようとしたとある。

## 批判
2013年、エンターテインメント・ウィークリーは音楽サービスの比較でPandoraを「B」にランク付けした。記事にて「無料のストリーミングラジオ、年36ドルで広告除去。2005年にスタートしたPandoraはほぼ全てのプラットフォームで利用可能だが、オンデマンドではないし、ステーションはアルバムの比較的小さいプールから描く傾向にある。」と書いている。

## 競合サービス
- 8tracks
- Deezer
- fizy
- Grooveshark
- The Hype Machine
- iHeartRadio
- iLike
- Jango（英語版）
- Last.fm
- LAUNCHcast
- Libre.fm
- Live365
- MeeMix
- MOG（英語版）
- Music Choice
- Musicovery
- OurStage.com
- Play.it
- rara.com
- Radiolicious
- Raditaz
- Rhapsody（英語版）
- Rdio
- ShareTheMusic
- Sirius Satellite Radio
- Slacker（英語版）
- Songza
- Spotify
- Stitcher Radio
- WhoSampled
- Xbox Music
- XM Satellite Radio